# Dhimitraq Goga
Dhimitraq Goga (29 giugno 1925 – Durazzo, 27 giugno 2013) è stato un cestista e allenatore di pallacanestro albanese.

## Carriera
Con l'Albania ha disputato due edizioni dei Campionati europei (1947, 1957).